# Уља (Васлуј)
Уља (рум. Ulea) насеље је у Румунији у округу Васлуј у општини Богданешти. Oпштина се налази на надморској висини од 154 m.

## Становништво
Према подацима из 2002. године у насељу је живело 413 становника, од којих су сви румунске националности.